# Кощієнко Микола Антонович
Микола Антонович Кощієнко (27 липня 1897 року, Пушкарівка, нині Сумський район, Сумська область — 5 лютого 1968 року, Москва — радянський військовий діяч українського походження, генерал-майор (1946 рік).

## Початкова біографія
Микола Кощієнко народився 27 липня 1897 року у селі Пушкарівка нині Сумського району Сумської області.
Працював учнем та підмайстром у щітковій майстерні «Маргуліс» у місті Суми.

## Військова служба

### Перша світова та громадянська війни
У травні 1916 року призваний до лав Російської імператорської армії і направлений до Семенівського лейб-гвардії полк, у складі якого з серпня того ж року брав участь у бойових діях на Південно-Західному фронті. У липні 1917 року був поранений у районі Тарнополя та після одужання був призначений на посаду помічника столоначальника при управлінні Сумського повітового військового начальника. Після демобілізації в лютому 1918 М. Кощієнко повернувся підмайстром у колишню щіткову майстерню.
У січні 1919 року призваний до лав РСЧА і направлений червоноармійцем до штабу Особливої бригади, дислокованої в Сумах, а в лютому — на навчання на 4-і Київські піхотні командні курси, після закінчення яких з травня служив на посадах інструктора роти, командира роти та командира роти у складі 51-го піхотного полку (13-та армія) та брав участь у бойових діях у районі Запоріжжя та Катеринослава. Під час відступу у вересні в районі Черкас потрапив у полон і направлений до Лубнів, а потім переведений до робітничої команди Києва. У листопаді втік, а після вступу до міста частин Червоної армії був призначений на посаду інструктора Робочо-селянської інспекції Київського військового округу, а потім на посаду політкомісара 13-ї армії.
З березня 1920 року служив на посаді коменданта Київського комнезамського полку, а з січня 1921 — на посаді командира батальйону. Після розформування полку у червні того ж року Кощиєнка переведено до ВНК та призначено на посаду командира та військкома особливого батальйону у складі 26-ї бригади військ ВЧК, у серпні — на посаду командира 102-го, а у листопаді — на посаду командира 113-го окремих батальйонів ВЧК.

### Міжвоєнний час
У серпні 1922 року спрямований на навчання на курси «Постріл», після закінчення яких у серпні 1923 року призначений на посаду командира 18-го окремого прикордонного батальйону військ ВНК, дислокованого у місті Славута, у січні 1924 року — на посаду помічника начальника 17-го прикордонного загону у м. Олевськ, у квітні — на посаду командира навчального батальйону військ ОДПУ у м. Житомир, а у вересні — на посаду командира навчального полку військ ОГПУ у м. Кам'янець-Подільський.
З квітня 1925 року Кощієнко служив на посаді помічника начальника 18-го прикордонного батальйону, дислокованого у Славуті, з вересня того ж року — на посаді командира окремого навчального батальйону військ ОДПУ в Одесі, а з квітня 1926 року — на посаді помічника начальника 22-го прикордонного загону у м. Волочиськ. У жовтні 1928 року призначений на посаду помічника начальника загону з стройової частини та командира батальйону у складі 21-го Ямпільського прикордонного загону, у вересні 1929 року — на аналогічну посаду в 25-му Тираспольському прикордонному загоні, а в січні 1131 прикордонному загоні. У 1929 році вступив до лав ВКП(б).
З березня 1931 року служив на посадах інспектора та старшого інспектора відділу бойової підготовки штабу прикордонних та внутрішніх військ НКВС у Москві. Одночасно з 1932 року навчався на вечірньому факультеті Військової академії імені М. В. Фрунзе, після закінчення якого в тому ж штабі в травні 1935 року був призначений на посаду начальника 7-го відділення 1-го (оперативного) відділу, а в червні 1937 року — на посаду начальника цього відділу.
У березні 1939 року полковник М. Кощієнко призначений на посаду начальника 1-го відділу конвойних військ НКВС СРСР, проте в серпні того ж року був звільнений у запас, перебував у резерві військ НКВС і працював на посаді начальника військової кафедри Московського м'ясо-молочного інституту.
У січні 1940 року відновлений у кадрах НКВС та призначений на посаду начальника відділення служби та бойової підготовки Тюремного управління НКВС СРСР.

### Німецько-радянська війна
З початком війни знаходився на колишній посаді.
У вересні 1942 року був переданий у розпорядження НКО і призначений на посаду командира 142-ї окремої морської стрілецької бригади (Московський військовий округ), яка у грудні того ж року була включена до складу 67-ї армії (Ленінградський фронт) і незабаром брала участь у ході операції «Іскра». 27 січня 1943 року був поранений і після лікування 18 березня повернувся до бригади. У квітні Кощиєнка було призначено на посаду заступника командира 98-ї стрілецької дивізії, що формувалась у Ленінграді та у травні включеної до складу Приморської оперативної групи, після чого вела бойові дії на Оранієнбаумському плацдармі.
У січні 1944 року відряджений на навчання на курси удосконалення при Вищій військовій академії імені К. Є. Ворошилова, після закінчення якого з травня перебував у розпорядженні командувача 3-го Прибалтійського фронту і в червні призначений на посаду командира 310-ї стрілецької, яка практично відразу була передислокована на Карельський фронт, після чого брала участь у бойових діях у ході Свірсько-Петрозаводської наступальної операції та захопленні міст Олонець та Петрозаводськ.
26 липня призначений на посаду командира 114-ї стрілецької дивізії, яка після участі в ході Свірсько-Петрозаводської операції передислокована на Кольський півострів, де невдовзі брала участь у ході Петсамо-Кіркенеської операції, під час якої після форсування річки Титовіосводі міста Петсамо, а також першою вийшла на норвезьку територію.
Указом Президії Верховної Ради СРСР від 31 жовтня 1944 114-а стрілецька дивізія під командуванням М.. Кощієнка була нагороджена орденом Червоного Прапора.
Після закінчення активних бойових дій дивізія займала оборону у районі міста Кіркенес.

### Повоєнна кар'єра
Після закінчення війни перебував на колишній посаді.
У липні 1946 призначений на посаду командира 12-ї окремої стрілецької Перекопської Червонопрапорної бригади (Уральський військовий округ), проте вже в жовтні того ж року — на посаду начальника кафедри Східного інституту МВС.
У березні 1951 року генерала-майора Миколу Кощієнка звільнено в запас. Помер 5 лютого 1968 року у Москві.

## Нагороди
- Орден Леніна (30.04.1945);
- три ордени Червоного Прапора (26.05.1943, 23.07.1944, 03.11.1944);
- Орден Кутузова 2 ступеня (02.11.1944);
- медалі;
- знак «Почесний співробітник держбезпеки».